# Amborompotsy
Amborompotsy is een plaats en commune in het centrum van Madagaskar, behorend tot het district Ambatofinandrahana, dat gelegen is in de regio Amoron'i Mania. Tijdens een volkstelling in 2001 telde de plaats 10.431 inwoners.
De plaats biedt naast lager onderwijs ook middelbaar onderwijs aan. Er wordt ook mijnbouw op industriële schaal bedreven. 60 % van de bevolking werkt als landbouwer en 35 % houdt zich bezig met veeteelt. De belangrijkste landbouwproducten zijn rijst en bonen; andere belangrijke producten zijn mais en maniok. Verder is 5% actief in de dienstensector.